# 烏達內塔市 (米蘭達州)

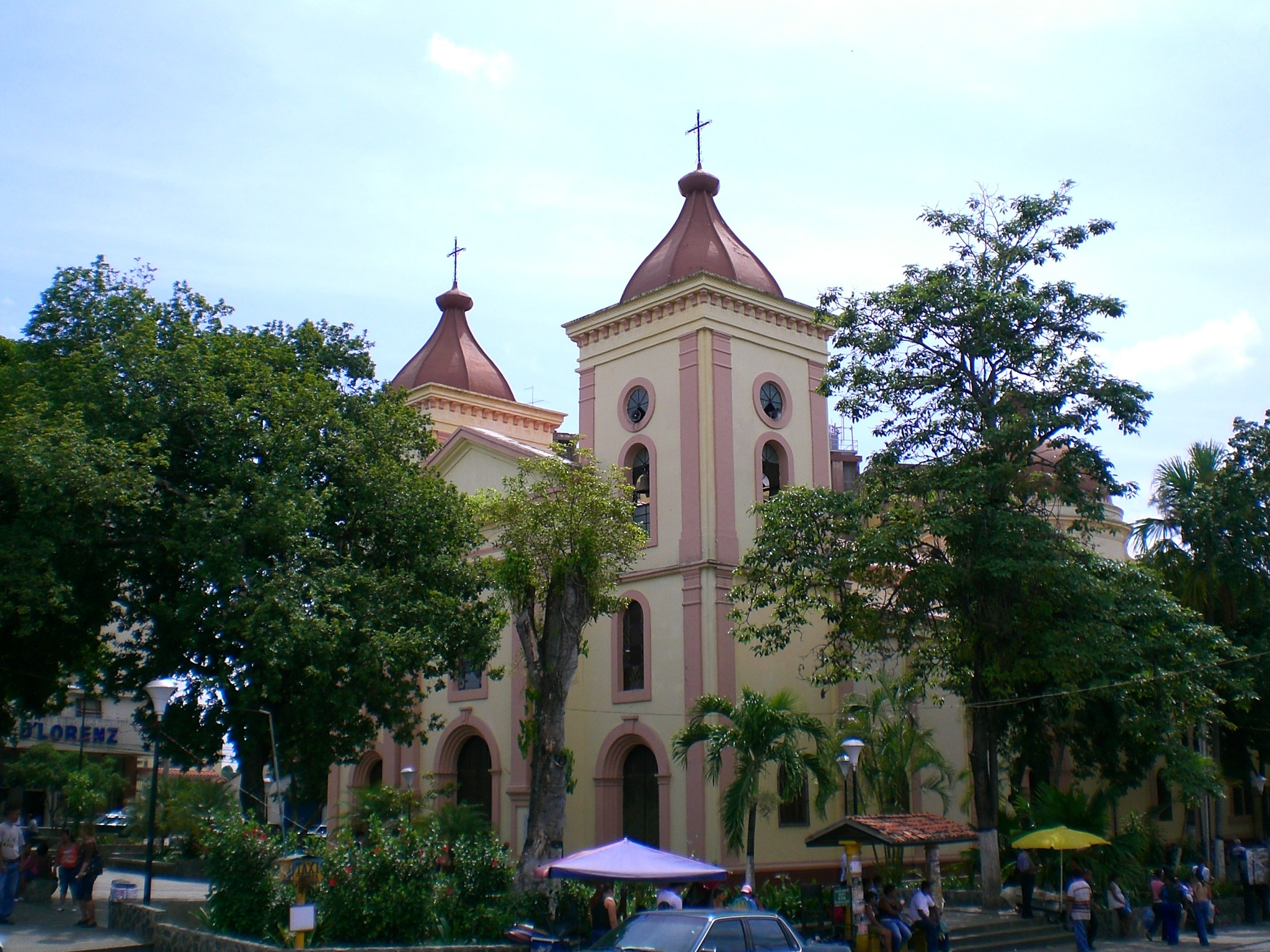

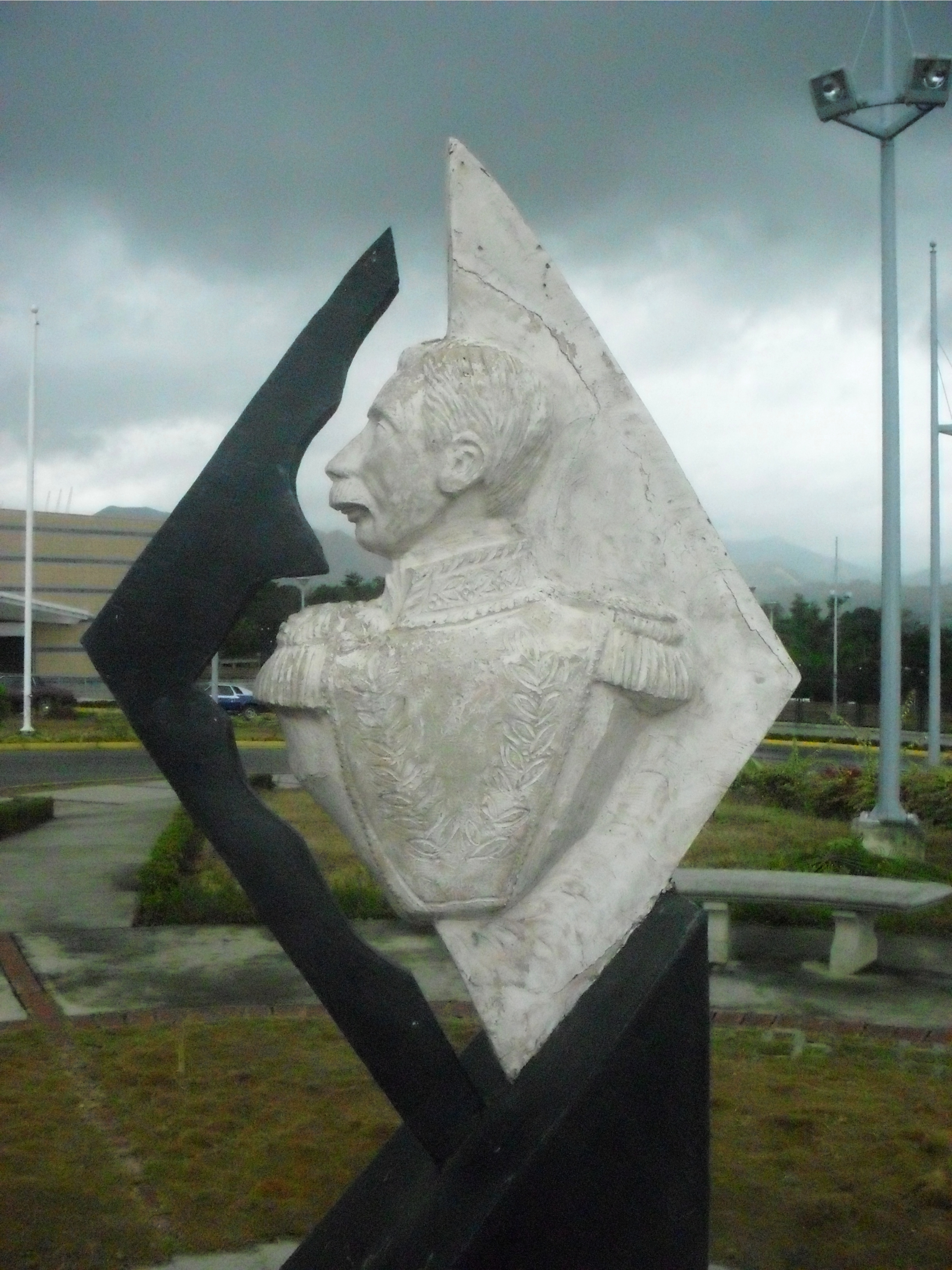

烏達內塔市（西班牙語：Municipio Urdaneta），是委內瑞拉的一個市，位於該國北部米蘭達州，首府設於庫阿，海拔高度249米，面積273平方公里，2011年人口136,434，人口密度每平方公里501.9人。